# Потапкин, Альберт Анатольевич
Альбе́рт (А́лик) Анато́льевич Пота́пкин (род. 23 января 1968, Артёмовский, Свердловская область) — советский и российский рок-музыкант. Известен благодаря участию в группах «Наутилус Помпилиус», «Агата Кристи», «Ассоциация», «Флаг», «Ночные снайперы», «Настя» и «Аквариум».

## Биография
Потомственный музыкант. Окончил музыкальное училище им. Чайковского в Свердловске.
Музыкальную карьеру начинал в составе группы «Флаг». После скандального выступления «Флага» на I рок-клубовском фестивале, повлекшим отстранение коллектива от студийной и концертной деятельности, покинул группу. 4 ноября 1986 года встретился с ВИА РТФ УПИ, в которой согласился стать её ударником. 14 декабря на творческой мастерской Свердловского рок-клуба Альберт Потапкин произвёл впечатление на членов группы «Наутилус Помпилиус» Вячеслава Бутусова и Дмитрия Умецкого. Согласился стать барабанщиком «Наутилуса», но ВИА РТФ УПИ он не покинул, тем самым стал играть в обеих группах. 7 июля 1987 года был призван в армию, где в период с 1987—1989 года служил в Пермском военном оркестре. Вернувшись из армии, год играл в группе «Агата Кристи», в 1991 вернулся в «Наутилус Помпилиус».
После роспуска группы работал с Алексеем Могилевским в рамках собственного проекта «Ультиматум», однако коллектив так и остался невостребованным. В 1999—2005 годах играл в группе «Аквариум» (во время концертного тура в 2007 году снова присоединился к группе), в 1998—1999 годах играл в группе «Ночные снайперы», с 2006 — в группе «Настя». В 2010 году вновь покинул состав «Аквариума».
Позже участвовал в нескольких юбилейных концертах групп «Наутилус Помпилиус» и «Аквариум».
В настоящее время живёт и работает в Финляндии. Женат. Дочь Елизавета.
С августа 2019 года участвует в группе Вадима Самойлова.

## Дискография
- Флаг — Поражение в кредит (1985)
- Чайф — Субботним вечером в Свердловске (1986)[18]
- Наутилус Помпилиус — Подъём (1987)
- Агата Кристи — Свет (1987)[6]
- Агата Кристи — Коварство и любовь (1989)
- Ассоциация — Щелкунчик (1992)
- Наутилус Помпилиус — Чужая земля (1992)
- Наутилус Помпилиус — Отчёт 1983—1993 (1993)
- Наутилус Помпилиус — Титаник (1994)
- Наутилус Помпилиус — Титаник в «России» (1994)
- Наутилус Помпилиус — Крылья (1995)
- Наутилус Помпилиус — Акустика. Лучшие песни (1996)
- Наутилус Помпилиус — Атлантида (1997)

### Сингл «Ультиматум» (1997)
| Трек | Название         | Длительность |
| ---- | ---------------- | ------------ |
| 1    | Там где нет огня | 4:04         |
| 2    | Унесенные ветром | 4:28         |
| 3    | Без слов         | 3:15         |

- Аквариум — Сестра Хаос (2002)
- Аквариум — Песни рыбака (2003)
- Аквариум — ZOOM ZOOM ZOOM (2005)
- Аквариум — Беспечный русский бродяга (2006)
- Аквариум — Лошадь белая (2008)[19][20]
- Настя — Мосты над Невою (2008)[21]
- Аквариум — Пушкинская, 10 (2009)
- Аквариум — День радости (2010)
- Террариум — Бэби убийца (2015)[22]
- KROLiki — В моей голове (2015) — саунд/рекорд-продюсер альбома
- Montanna — Контакт (муз. А.Пантыкин — сл. И. Кормильцев песня гр. Урфин Джюс) — сингл (2016) — саунд/рекорд продюсер
- Montanna — В нас так мало огня (ЕР, 2016) — саунд/рекорд продюсер